# Stacy X
Stacy X est une super-héroïne appartenant à l’univers de Marvel Comics. Elle a été créée par Joe Casey et Tom Raney, et est apparue pour la première fois dans Uncanny X-Men #399 (2001),.
Appelé à l’origine X-Stacy, le personnage est devenu Stacy X à la suite de plusieurs erreurs rédactionnelles. Elle a récemment[Quand ?] adopté le pseudonyme de Ripcord.

## Biographie
Miranda Leevald était membre du Ranch X, une maison close composée exclusivement de mutants. Quand l’Église de l'Humanité massacra les « pensionnaires », Stacy X fut la seule survivante et dut, bien malgré elle, faire appel aux X-Men. Ses qualités de combattante lui permirent d'intégrer l'équipe, où elle tomba amoureuse d’Archangel. Mais, s'apercevant que Husk éprouvait la même attirance, elle l'humilia en le révélant. Malheureusement pour elle, Warren éprouvait lui aussi des sentiments pour Paige… Par la suite, Miranda fut méprisée par ses partenaires à cause de ses pouvoirs et du fait que sa peau muait régulièrement. Rejetée par Warren, elle s'intéressa alors de près à Diablo, sans plus de succès. Par la suite, elle envoya à Warren une vidéo pornographique la mettant en scène, dans laquelle elle annonçait son départ de l'équipe. Elle retourna au Ranch X et reprit son ancienne activité. Après le M-Day, elle perdit ses pouvoirs mais garda, à son grand dam, sa peau reptilienne. Elle se rendit à New York pour poursuivre ses activités. Elle a récemment rejoint une nouvelle mouture des New Warriors, et dispose d'un costume inspiré de ceux de l’Homme-Grenouille et de Slyde.

## Pouvoirs
- Avant le M-Day, Stacy X était une mutante à la peau reptilienne émettant des phéromones aux effets diverses (orgasme, fièvres, nausées…). Elle est désormais dépossédée de ce pouvoir.
- Elle arbore désormais un costume lui permettant de sauter à des distances prodigieuses et une combinaison super-glissante.